# بحيرة لاك إيرن
بحيرة لاك إيرن هو اسم لبحيرتان متصلتان في مقاطعه فيرماناغ في ايرلندا الشمالية وهي ثاني أكبر بحيرة في أيرلندا الشمالية، وتعد بحيرة الستر رابع أكبر بحيرة في أيرلندا. وللبحيرات أقسام ممتدة من نهر ارن الذي يتدفق شمالًا ثم غربًا إلى منحنيات المحيط الأطلسي. ويطلق على اصغر بحيره جنوبية لاك العلوية (كما هو الحال في أعلى النهر) أو لاك الجنوبية. ويطلق على أكبر بحيرة شمالية لاك السفلية أو لاك الشمالية. تقع بلدة أنيسكيلين على مسافة قصيرة من النهر بين البحيرات. تحتوي البحيرة على 154 من الجزر جنباً إلى جنب العديد من الخلجان والمداخل. عندما تعصف في بحيرة لاك السفلية تصل الملاحة تقريبا إلى 26 ميلا إلى المحيط الأطلسي. ويمكن أن يكون خطرًا مع موجات أبعاد البحر المفتوح. المياه الضحلة في بحيرة لاك العلوية تمتد من جنوب شرق أنيسكيلين حوالي 12 ميلا وهي متاهة من الجزر. مصارف نهر ارن 80 مل (129 كم) وتبلغ مساحتها حوالي 4,350 كم.

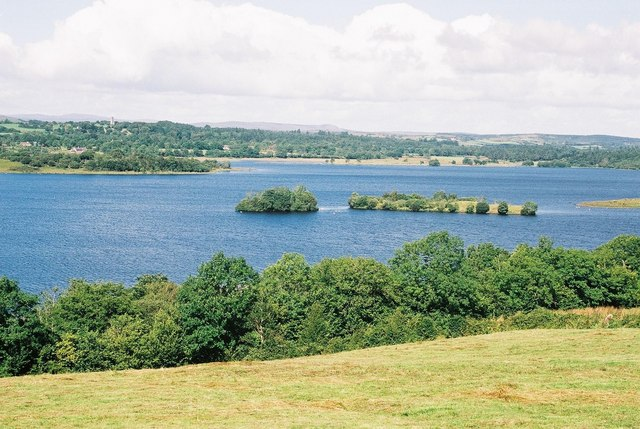

## الاسم والأساطير وعلم الشعب وتقاليده
إيرن هي كلمة قديمة لا زالت تستخدم في سكوتلاند لتسمية نسر البحر. وهذه الأنواع لها الكثير من الأماكن سميت بعد ذلك. ويعتقد أيضا ان الاسم لاك ارن مستمد من اسم قبيلة محلية كانت تقطن في المنطقة التي تمتد من شمال الستر إلى مونستر المعروفة باسم اورديني. سجل بطليموس هذه المعلومات ففي السابق كانت البحيرة تسمى لاك سايرا بعد حكاية بارثولون الذين ذبح كلب الصيد المفضل لزوجته (سايرا) في نوبة من الغضب والغيرة.

## التاريخ
سجلات احداث الستر كانت مكتوبة في اواخر القرن الخامس عشر على جزيرة الحسناء وهي جزيرة في بحيرة لاك ارن العلوية.
و من المثير للاهتمام ان مقاطعة فيرماناغ تخلصت من مرض آفة البطاطا خلال المجاعة الكبرى بشكل أفضل من البلدان الأخرى. تنتقل آفة البطاطا بسهولة عبر التلال الخضراء وحقول معظم ايرلندا مقارنةً بانتقالها عن طريق الماء. وقد أنتجت جزر ارن كميات هائلة من البطاطا (وهي مادة غذائية أساسية في الجزيرة من 1845-1849) في حين ان اليابسة كانت في مجاعة كبيرة.
اعتمدت قلعة راف ارتشدال خلال الحرب العالمية الثانية على لاك ارن بتوفير قاعدة جوية أساسية للمعركة. وباتفاق سري مع الحكومة الايرلندية سمحت للقوارب الطائرة المتمركزة هناك ان تطير مباشرة إلى المحيط الاطلسي وتستمر بالطيران لمدة ساعتين.
و في عام 2012 اُعلن عن منتجع وفندق على الشاطئ بحيرة لاك ارن.

## الجغرافيا
الجزر:
تحتوي البحيرات على العديد من الجزر الصغيرة واشباه الجزر الصغيرة والتي تسمى أيضا «جزر» بسبب ان الساحل ملتف ومعقد للغاية وأيضا بسبب ان كثير منها كانت جزرًا قبل مخططات الصرف الصحي الواسعة في عام 1880 و 1950 وقد انخفض مستوى المياه بنحو 1.5 متر.
تشمل الجزر في البحيرة السفلية على جزيرة بورا وجزيرة كلينيشمن وجزيرة كرافينيشافي وجزيرة كورنيونش وجزيرة ديفينيش وجزيرة ايلي وجزيرة الماعز وجزيرة الحصان وجزيرة لاستي بق وجزيرة وايت.
اما البحيرة العلوية تشمل على جزيرة بلينش وجزيرة ديرنش وجزر اينيشترك واينشوركش وانسبايرون واينشكرفان واينشفيندرا وجزيرة كيليقاون وجزيرة نان وتراننش. العديد من الجزر مملوكة للقطاع الخاص وأحيانا يتم عرضها في السوق المفتوحة ففي عام 2007 اينيشترك ساوت في السوق 695,000 جنية استرليني. وفي عام 2012 انسبايرون ساوت في السوق بسعر 600,000 جنية استرليني. وجزر البحيرة هي المعقل الايرلندي الرئيسي.

## الإدارة
الممرات المائية بإيرلندا هي منظمة عبر الحدود أنشئت بموجب اتفاق بلفاست عام 1999، مسؤولة عن الملاحة في نظام ارن وكذلك جزيرة الممرات المائية الصالحة للملاحة في ايرلندا.اما وكالة الانهار فهي وكالة تنفيذية داخل وزارة ايرلندا الشمالية للزراعة والشؤون الريفية، وتمتلك الشواطئ الامامية وتدير مستويات المياه ضمن النطاقات المحددة في قانون ارن للصرف والتنمية (1950). صمم الراعي بيرسي نظام الصرف الصحي ويتم مراقبة مستوى المياه بالتعاون مع مجلس التموين للكهرباء في جمهورية ايرلندا وفقا لأحكام الاتفاق الذي تم التوصل إليه في عام 1950 عندما تم تسخير نهر الارن لتوليد الطاقة الكهرومائية. ويتطلب الاتفاق على أن تتم المحافظة على مستويات المياه في لاك العلوية ما بين 150 و 154 قدم، وفي لاك السفلى بين 147 و 152 قدم. وتربط هذه المستويات بمعلومات الشبكة الايرلندية في منارة بولبيق.
تدير أبراج المراقبة مستويات المياة في بحيرة لاك العلوية وبحيرة لاك السفلية التي تقع في بارتورا في أنيسكيلين وأيضا تديرها محطة الطاقة الكهربائية المائية في المنحدر بين بيليك وباليشانن في جمهورية ايرلندا. في فترة الصيف يتم الحفاظ على مستوى الماء عند أو فوق 150 قدم لتجنب الحاجة لإغلاق الممرات أو الابواب باستخدام قفل الملاحة. وهذا يكون لمنع تحديد القوارب باستخدام مرافق الملاحة في فترة الذروة السياحية. يتم منع الانسحاب السريع لمستويات المياه في لاك العلوية بواسطة السعه المحدودة للقسم في قناة لاك. وهذا يعني ان وكالة الانهار يجب أن تتوقع تدفقات كبيرة من المياه فعليها تصميم وتخطيط مسار لبحيرات لاك لضمان التخزين لمياه الفيضانات. في 2009 شهد نظام الارن حدثا هاما جدا للفيضانات، فقد وصلت مستويات المياه أعلى درجة سجلت منذ التغييرات على النظام في عام 1950.
إدارة نهر ارن هي إدارة المنظمات الغير حكومية وهذه المنظمة تحاول المساعدة في الحفاظ على المياه النظيفة في لاك ارن لجميع النباتات والحيوانات. فشعارهم «نحن نبحث على الأشخاص الذين يرغبون في العمل على مشاريع مختلفة للمساعدة في ذلك، ونحن نعمل عبر جميع الحدود ونبذل مافي وسعنا».

## الرياضة والسياحة
لاك ارن هو ممر مائي للمناظر الطبيعية والخلابة ويشتهر بمحيطه الجمالي. المنطقة مشهورة بالرياضات المائية والصيد. التزلج على الماء والتجديف تعتبر من أكثر النشاطات الترفيهية والشعبية. برودميدو وأنيسكيلين استضافت بطولة العالم للتزلج على المياه سنويا منذ عام 2005 إلى عام 2007 , وأيضا بعد مسابقات وطنية ناجحة في السنوات السابقة استضافت مسابقة اكيبوارد بواسطة نادي اكيبوارد ارن.
و افتتح فندق ومنتجع في لاك ارن في عام 2007 من قبل رجل الأعمال الايرلندي جيم تريسي. وهو يقع على شبة جزيرة فدان بين قلعة هيوم لاك ولاك ارن السفلية. وسيستضيف أيضاً منتجع لاك ارن بطولة الغولف في عام 2017.

## المواصلات
تمتد قناة الممر البحري شانون ارن بين النهاية العلوية من نهر شانون ونهر ارن مما يسمح لتحرك القوارب من مصب نهر شانون في جنوب غرب ايرلندا من خلال الوسط الغربي من البلاد وعبر الشمال الغربي منتهيا بالمحيط الاطلسي.

## معرض الصور

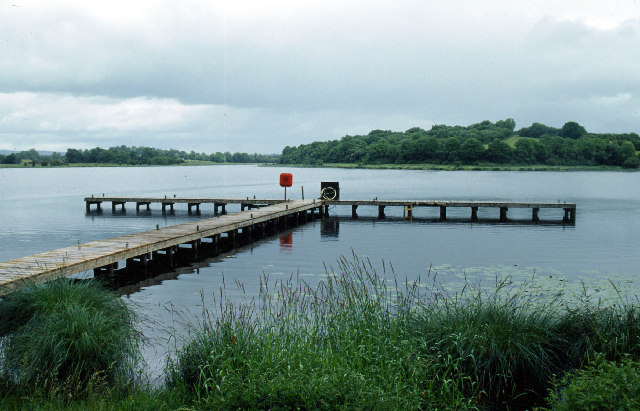
Upper lough erne

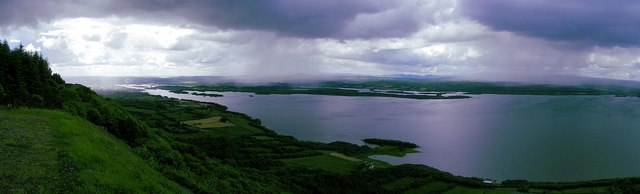
Lower lough erne

Upper lough erne panorama

## روابط خارجية
- Ederney.com - Community web site for Ederney and the Glendarragh Valley area/Fermanagh Erne Lakelands Tourism info/Glendarragh Valley Inn